# Mercè Salas Pujol
Mercè Salas Pujol (Reus, 8 de maig de 1893 - Saragossa, 9 de setembre de 1919) va ser una soprano catalana.
El seu pare, Bonaventura Salas, era mestre, i aviat va veure les aficions musicals de la noia. Amb sis anys estudiava solfeig, i als set començava a treballar amb el violí i el piano. L'any 1904, amb 11 anys, va actuar al Teatre Fortuny com a cantant, en un entreacte, Abans havia participat en el cor de la parròquia de Sant Francesc on havien observat les seves capacitats pel cant. Va interpretar al Centre de Lectura i al mateix Teatre Fortuny l'any 1906 fragments de la sarsuela Marina d'Emilio Arrieta, Sonámbula de Mazzo i de l'òpera Lucia di Lammermoor de Donizetti amb gran entusiasme per part del públic. Repetí les seves intervencions a Tarragona, amb aquestes i altres cançons, amb èxit de públic, i on el governador civil va organitzar-li una festa al seu estatge oficial. El mateix 1906 va actuar al «Círculo Español» de Barcelona i la premsa barcelonina va parlar de la seva habilitat com a tiple. Va tenir de professor el senyor Santos Sarabia, que havia estat mestre al Conservatori de Milà. Va actuar el 1913 i el 1914 al Teatre Principal de València i al Teatre Novetats de Barcelona, on interpretà el paper de Rosina a el Barber de Sevilla, l'òpera de Rossini, amb un gran èxit. Va captivar el públic amb les seves facultats artístiques en escena i sobretot amb les seves extraordinàries capacitats vocals. Va fer una gira per Madrid, Bilbao i València, i en aquesta última ciutat va cantar El Barber de Sevilla amb el baríton Titta Ruffo, considerat el més gran de la seva generació. Va recórrer tot l'estat amb òperes i sarsueles, i va rebutjar, el 1917, contractes a Sud Amèrica perquè tenia por als atacs dels submarins en els viatges per mar, ja que s'estava en plena Gran Guerra. El 1917 va actuar a Reus amb un èxit clamorós. El 1918 va morir el seu pare a Pamplona, que acompanyava els seus cants amb la flauta. Va seguir de gira per Europa, fins que va morir a Saragossa el 1919 als 26 anys a causa d'una febre tifoide.